# کالوپسو
کالیپسو (به یونانی: Καλυψώ)، در اسطوره‌های یونان، دختر اطلس و یک تیتان است.
دختر اطلس بود و در جزیره اوجیحیه زندگی می‌کرد. اودیسئوس در راه بازگشت از تروا، به این جزیره وارد شد. کالیپسو به او دل بست و او را هفت سال نزد خود نگاه داشت. به اودیسئوس پیشنهاد کرد همیشه با او بماند و جاودان شود. اما اودیسئوس در هوای خانه بود. عاقبت زئوس، هرمس را فرستاد تا کالیپسو را راضی کند دست از اودیسئوس بردارد.